# Famiglia Thronium
La famiglia Thronium (006) è una piccola famiglia di asteroidi collisionali composta da almeno 15 asteroidi conosciuti, che prende il nome dal suo membro più grande, l'asteroide 9799 Thronium, con diametro di circa 68 chilometri. Si trova all'interno del gruppo dinamico più ampio dei troiani di Giove, un gruppo di asteroidi in risonanza orbitale con Giove tale da rimanere sempre circa 60 gradi davanti/dietro il pianeta nella sua orbita nei punti Lagrange L4 e L5. La famiglia Thronium fa parte del gruppo principale attorno a L4, noto anche come campo greco. Tutti i membri della famiglia sono scuri (si presume siano asteroidi di tipo C) con albedo di circa 0,06.
La famiglia è considerata non catastrofica, perché 9799 Thronium, il suo membro più grande, costituisce quasi tutta la massa totale della famiglia, piuttosto che essere semplicemente il più grande di un numero di frammenti, ciascuno dei quali costituisce una piccola frazione dell'asteroide originale distrutto.

## Prospetto
Segue un prospetto dei principali asteroidi appartenenti alla famiglia.
| Nome   | Nome                | Magnitudine assoluta | Diametro medio | Semiasse maggiore | Eccentricità | Inclinazione orbitale |
| ------ | ------------------- | -------------------- | -------------- | ----------------- | ------------ | --------------------- |
| 9799   | Thronium            | 9,67                 | 68             | 5.2252            | 0.040        | 31.743                |
| 89938  | (89938) 2002 FR4    | 12,49                | ?              | 5,188             | 0,075        | 32,009                |
| 226027 | (226027) 2002 EK127 | 12,76                | 12,563         | 5,211             | 0,092        | 31,100                |
| 254691 | (254691) 2005 MG24  | 13.11                | 14             | 5.2275            | 0.039        | 31.572                |
| 243316 | (243316) 2008 RL32  | 13.12                | 11             | 5.2340            | 0.040        | 31.893                |
| 589244 | (589244) 2009 RK63  | 13,27                | ?              | 5,208             | 0,093        | 31,390                |
| 388876 | (388876) 2008 RE29  | 13.28                | 13             | 5.2268            | 0.040        | 31.771                |
| 728930 | (728930) 2010 VX23  | 13,31                | 11,855         | 5,235             | 0,0096       | 30,501                |
| 432637 | (432637) 2010 VK170 | 13.38                | 12             | ?                 | 0.048        | 31.769                |
| 392189 | (392189) 2009 SR30  | 13.46                | 12             | 5.2361            | 0.041        | 31.818                |